# Úc tại Thế vận hội

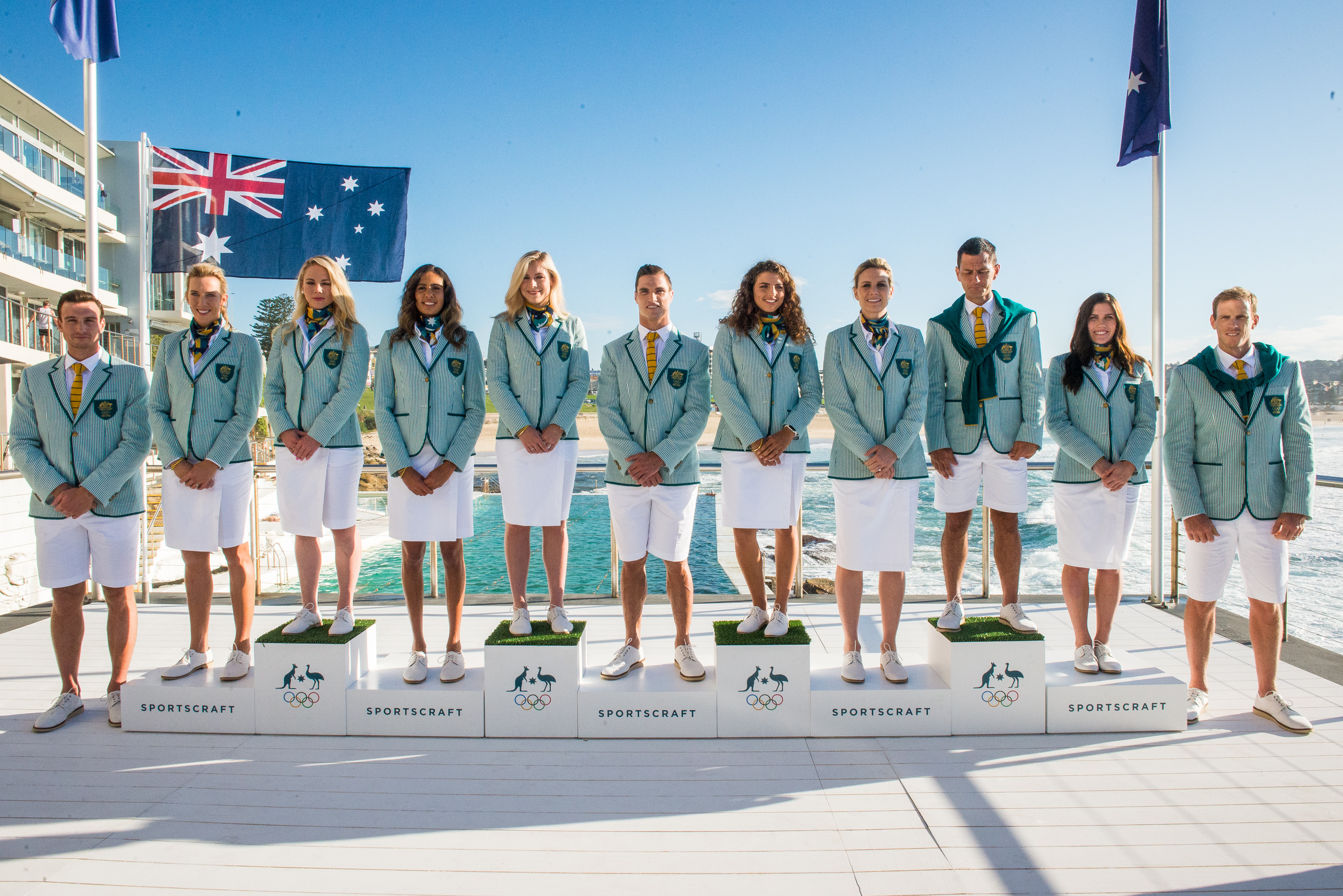
Các mẫu đồng phục đoàn Olympic Úc tại Rio 2016

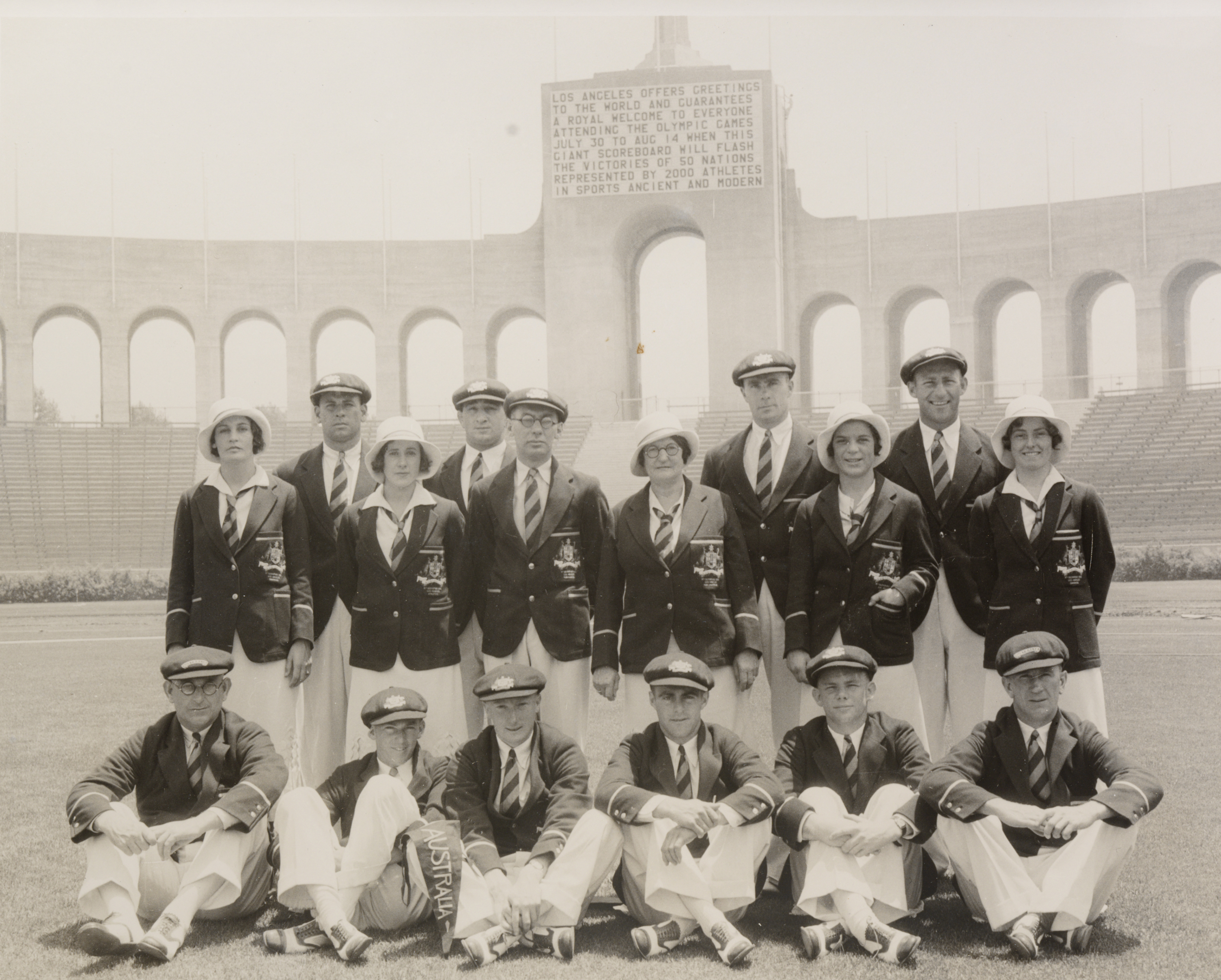
Các VĐV Úc tại Thế vận hội Mùa hè 1932 mặc đồng phục truyền thống với áo blazer xanh đậm điểm vàng, vẫn được sử dụng tại lễ khai mạc Thế vận hội Mùa hè 2012.

Úc đã gửi vận động viên (VĐV) tới tham gia tất cả các kỳ Thế vận hội Mùa hè cũng như Thế vận hội Mùa đông, trừ 3 kỳ Mùa đông trong khoảng 1924–1932 và 1948. Năm 1908 và 1912 Úc tham dự cùng đoàn với New Zealand dưới tên Australasia.
Ủy ban Olympic Úc được thành lập và công nhận năm 1895. Edwin Flack là VĐV đầu tiên đại diện Úc tại Thế vận hội, giành vàng ở cả nội dung 800 mét và 1500 mét, thi chạy marathon và đoạt một huy chương đồng quần vợt nội dung đôi tại Thế vận hội Mùa hè 1896 ở Athens, Hy Lạp. Màu đại diện cho Úc là xanh lá và vàng.
Úc đã hai lần làm chủ nhà Thế vận hội Mùa hè các năm 1956 ở Melbourne và 2000 ở Sydney. Úc lần lượt đứng thứ 3 và thứ 4 trên bảng tổng sắp huy chương hai kỳ này. Kể từ năm 2000, Úc lần lượt đạt thứ hạng 4, 4, 6, 8* và 10 trên các bảng tổng sắp Thế vận hội Mùa hè. (*Úc ban đầu đứng thứ 10 kỳ năm 2012, nhưng sau đó lên hạng 8 sau khi huy chương vàng được trao lại cho Jared Tallent). Với dân số chỉ khoảng 23 triệu người (xếp thứ 53 trên thế giới), các thành tích này được coi là đáng nể, và được nhìn nhận là do nước này có một nền văn hóa thể thao mạnh. Các nhà quan sát khác cho rằng đây cũng có thể là kết quả của sự đầu tư hào phóng từ chính phủ Úc vào sự phát triển của thể thao đỉnh cao với mục đích rõ ràng là nâng cao thành tích tại Thế vận hội. Tuy nhiên, chưa từng có bất kỳ sự đầu tư nào như vậy cho đến trước kỳ đại hội ở Montréal.
Nhiều huy chương vàng của Úc đến từ môn bơi, một môn thể thao phổ biến ở quốc gia này, với các kình ngư từ Dawn Fraser đến Ian Thorpe đứng trong hàng ngũ những tay bơi lội hay nhất mọi thời đại. Các môn thế mạnh khác trong lịch sử tham dự của Úc bao gồm:
- khúc côn cầu trên cỏ, 3 huy chương vàng của đội tuyển nữ giữa các năm 1988 và 2000 và chiến thắng của đội tuyển nam năm 2004;
- đạp xe, đặc biệt là nội dung xe đạp lòng chảo;
- chèo thuyền;
- các nội dung cưỡi ngựa và đặc biệt là mã thuật tổng hợp đồng đội;
- và thuyền buồm.

Úc rất coi trọng các cuộc thi thể thao quốc tế, nhất là Thế vận hội, và đầu tư tài lực, nhân lực cho các VĐV đỉnh cao, một phần thông qua Viện Thể thao Úc. Úc ít thành công hơn ở các nội dung trên đường chạy của Thế vận hội, đặc biệt là hiện nay. Trong lịch sử, Betty Cuthbert là VĐV thi đấu nội dung trên đường chạy thành công nhất của Úc với bốn huy chương vàng (ba vào năm 1956 và một vào năm 1964).
Úc không có huy chương Thế vận hội Mùa đông cho tới 1994, và từ đó dần leo lên vị trí cao hơn trên bảng tổng sắp (xếp thứ 13 tại Thế vận hội Mùa đông 2010). Điều này cũng phản ánh sự gia tăng đầu tư cho đoàn Thế vận hội Mùa đông của Úc.

## Các kỳ Thế vận hội đã tổ chức
Úc đã tổ chức hai kỳ Thế vận hội: 
| Thế vận hội             | Thành phố chủ nhà       | Thời gian              | Số quốc gia | Số VĐV | Số nội dung |
| ----------------------- | ----------------------- | ---------------------- | ----------- | ------ | ----------- |
| Thế vận hội Mùa hè 1956 | Melbourne, Victoria     | 22 tháng 11–8 tháng 12 | 72          | 3,314  | 151         |
| Thế vận hội Mùa hè 2000 | Sydney, New South Wales | 15 tháng 9–1 tháng 10  | 199         | 10,651 | 300         |

## Chạy đua đăng cai không thành
Úc đã 3 lần thất bại trong việc đăng cai tổ chức Thế vận hội:
| Thế vận hội             | Thành phố đề cử      | Suất đăng cai thuộc về |
| ----------------------- | -------------------- | ---------------------- |
| Thế vận hội Mùa hè 1988 | Melbourne, Victoria  | Seoul, Hàn Quốc        |
| Thế vận hội Mùa hè 1992 | Brisbane, Queensland | Barcelona, Tây Ban Nha |
| Thế vận hội Mùa hè 1996 | Melbourne, Victoria  | Atlanta, Hoa Kỳ        |

## Bảng huy chương
*Thế vận hội trong khung đỏ được tổ chức ở Úc.

### Thế vận hội Mùa hè
| Thế vận hội Mùa hè    | Số VĐV                             | Vàng         | Bạc          | Đồng         | Tổng số      | Xếp thứ      |
| Athens 1896           | 1                                  | 2            | 0            | 0            | 2            | 8            |
| Paris 1900            | 3                                  | 2            | 0            | 3            | 5            | 9            |
| St. Louis 1904        | 2                                  | 0            | 0            | 0            | 0            | –            |
| Luân Đôn 1908         | như một phần của Australasia (ANZ) |              |              |              |              |              |
| Stockholm 1912        | như một phần của Australasia (ANZ) |              |              |              |              |              |
| Antwerpen 1920        | 13                                 | 0            | 2            | 1            | 3            | 16           |
| Paris 1924            | 37                                 | 3            | 1            | 2            | 6            | 11           |
| Amsterdam 1928        | 18                                 | 1            | 2            | 1            | 4            | 19           |
| Los Angeles 1932      | 12                                 | 3            | 1            | 1            | 5            | 10           |
| Berlin 1936           | 33                                 | 0            | 0            | 1            | 1            | 30           |
| Luân Đôn 1948         | 77                                 | 2            | 6            | 5            | 13           | 14           |
| Helsinki 1952         | 85                                 | 6            | 2            | 3            | 11           | 9            |
| Melbourne 1956        | 314                                | 13           | 8            | 14           | 35           | 3            |
| Roma 1960             | 188                                | 8            | 8            | 6            | 22           | 5            |
| Tokyo 1964            | 234                                | 6            | 2            | 10           | 18           | 8            |
| Thành phố México 1968 | 175                                | 5            | 7            | 5            | 17           | 9            |
| München 1972          | 173                                | 8            | 7            | 2            | 17           | 6            |
| Montréal 1976         | 184                                | 0            | 1            | 4            | 5            | 32           |
| Moskva 1980           | 123                                | 2            | 2            | 5            | 9            | 15           |
| Los Angeles 1984      | 240                                | 4            | 8            | 12           | 24           | 14           |
| Seoul 1988            | 270                                | 3            | 6            | 5            | 14           | 15           |
| Barcelona 1992        | 290                                | 7            | 9            | 11           | 27           | 10           |
| Atlanta 1996          | 424                                | 9            | 9            | 23           | 41           | 7            |
| Sydney 2000           | 630                                | 16           | 25           | 17           | 58           | 4            |
| Athens 2004           | 482                                | 17           | 16           | 17           | 50           | 4            |
| Bắc Kinh 2008         | 433                                | 14           | 15           | 17           | 46           | 6            |
| Luân Đôn 2012         | 410                                | 8            | 15           | 12           | 35           | 8            |
| Rio de Janeiro 2016   | 422                                | 8            | 11           | 10           | 29           | 10           |
| Tokyo 2020            | chưa diễn ra                       | chưa diễn ra | chưa diễn ra | chưa diễn ra | chưa diễn ra | chưa diễn ra |
| Paris 2024            | chưa diễn ra                       | chưa diễn ra | chưa diễn ra | chưa diễn ra | chưa diễn ra | chưa diễn ra |
| Los Angeles 2028      | chưa diễn ra                       | chưa diễn ra | chưa diễn ra | chưa diễn ra | chưa diễn ra | chưa diễn ra |
| Tổng số               | Tổng số                            | 147          | 163          | 187          | 497          | 11           |

### Thế vận hội Mùa đông
| Thế vận hội                 | Số VĐV        | Vàng          | Bạc           | Đồng          | Tổng số       | Xếp thứ       |
| Garmisch-Partenkirchen 1936 | 1             | 0             | 0             | 0             | 0             | –             |
| St. Moritz 1948             | không tham dự | không tham dự | không tham dự | không tham dự | không tham dự | không tham dự |
| Oslo 1952                   | 9             | 0             | 0             | 0             | 0             | –             |
| Cortina d'Ampezzo 1956      | 10            | 0             | 0             | 0             | 0             | –             |
| Squaw Valley 1960           | 31            | 0             | 0             | 0             | 0             | –             |
| Innsbruck 1964              | 6             | 0             | 0             | 0             | 0             | –             |
| Grenoble 1968               | 3             | 0             | 0             | 0             | 0             | –             |
| Sapporo 1972                | 4             | 0             | 0             | 0             | 0             | –             |
| Innsbruck 1976              | 8             | 0             | 0             | 0             | 0             | –             |
| Lake Placid 1980            | 10            | 0             | 0             | 0             | 0             | –             |
| Sarajevo 1984               | 10            | 0             | 0             | 0             | 0             | –             |
| Calgary 1988                | 18            | 0             | 0             | 0             | 0             | –             |
| Albertville 1992            | 23            | 0             | 0             | 0             | 0             | –             |
| Lillehammer 1994            | 25            | 0             | 0             | 1             | 1             | 22            |
| Nagano 1998                 | 24            | 0             | 0             | 1             | 1             | 22            |
| Thành phố Salt Lake 2002    | 27            | 2             | 0             | 0             | 2             | 15            |
| Torino 2006                 | 40            | 1             | 0             | 1             | 2             | 17            |
| Vancouver 2010              | 40            | 2             | 1             | 0             | 3             | 13            |
| Sochi 2014                  | 60            | 0             | 2             | 1             | 3             | 24            |
| Pyeongchang 2018            | 51            | 0             | 2             | 1             | 3             | 23            |
| Bắc Kinh 2022               | chưa diễn ra  | chưa diễn ra  | chưa diễn ra  | chưa diễn ra  | chưa diễn ra  | chưa diễn ra  |
| Milano–Cortina 2026         | chưa diễn ra  | chưa diễn ra  | chưa diễn ra  | chưa diễn ra  | chưa diễn ra  | chưa diễn ra  |
| Tổng số                     | Tổng số       | 5             | 5             | 5             | 15            | 25            |

### Huy chương theo môn Mùa hè
| Môn thi đấu               | Vàng | Bạc | Đồng | Tổng số |
| ------------------------- | ---- | --- | ---- | ------- |
| Bơi lội                   | 60   | 64  | 64   | 188     |
| Điền kinh                 | 21   | 26  | 26   | 73      |
| Xe đạp                    | 14   | 19  | 18   | 51      |
| Chèo thuyền               | 11   | 15  | 14   | 40      |
| Thuyền buồm               | 11   | 8   | 8    | 27      |
| Đua ngựa                  | 6    | 3   | 3    | 12      |
| Bắn súng                  | 5    | 1   | 5    | 11      |
| Khúc côn cầu trên cỏ      | 4    | 3   | 5    | 12      |
| Canoeing                  | 3    | 8   | 13   | 24      |
| Nhảy cầu                  | 3    | 3   | 7    | 13      |
| Ba môn phối hợp           | 1    | 2   | 2    | 5       |
| Quần vợt                  | 1    | 1   | 3    | 5       |
| Cử tạ                     | 1    | 1   | 2    | 4       |
| Taekwondo                 | 1    | 1   | 0    | 2       |
| Bắn cung                  | 1    | 0   | 2    | 3       |
| Bóng nước                 | 1    | 0   | 2    | 3       |
| Bóng chuyền bãi biển      | 1    | 0   | 1    | 2       |
| Năm môn phối hợp hiện đại | 1    | 0   | 0    | 1       |
| Bóng bầu dục bảy người    | 1    | 0   | 0    | 1       |
| Bóng rổ                   | 0    | 3   | 2    | 5       |
| Bóng mềm                  | 0    | 1   | 3    | 4       |
| Quyền Anh                 | 0    | 1   | 3    | 4       |
| Đấu vật                   | 0    | 1   | 2    | 3       |
| Bóng chày                 | 0    | 1   | 0    | 1       |
| Thể dục dụng cụ           | 0    | 1   | 0    | 1       |
| Judo                      | 0    | 0   | 2    | 2       |
| Tổng số (26 đơn vị)       | 147  | 163 | 187  | 497     |

### Huy chương theo môn Mùa đông
| Môn thi đấu                  | Vàng | Bạc | Đồng | Tổng số |
| ---------------------------- | ---- | --- | ---- | ------- |
| Trượt tuyết tự do            | 3    | 3   | 2    | 8       |
| Trượt ván trên tuyết         | 1    | 2   | 1    | 4       |
| Trượt băng tốc độ cự ly ngắn | 1    | 0   | 1    | 2       |
| Trượt tuyết đổ đèo           | 0    | 0   | 1    | 1       |
| Tổng số (4 đơn vị)           | 5    | 5   | 5    | 15      |

Trên đây không tính 15 huy chương được công nhận bởi Ủy ban Olympic Úc: 10 huy chương (3 vàng, 4 bạc và 3 đồng) của các VĐV Úc khi thi đấu cho đoàn Australasia năm 1908 và 1912 (8 huy chương cá nhân, 1 huy chương của một đội tuyển trong đó toàn bộ là người Úc, và 1 huy chương của một đội kết hợp); 1 huy chương đồng quần vợt của Edwin Flack năm 1896; và 4 huy chương (3 bạc và 1 đồng) môn bơi của Francis Gailey, một người Úc di cư sang Mỹ, năm 1904. Ủy ban Olympic Úc do đó tính Úc đã giành 512 huy chương tại Thế vận hội Mùa hè (150 vàng, 170 bạc và 192 đồng).

## Các VĐV Olympic thành công nhất
|     | Tên                | Môn thi đấu          | Vàng | Bạc | Đồng | Tổng số |
| --- | ------------------ | -------------------- | ---- | --- | ---- | ------- |
| 1.  | Ian Thorpe         | Bơi lội              | 5    | 3   | 1    | 9       |
| 2.  | Dawn Fraser        | Bơi lội              | 4    | 4   | 0    | 8       |
| 3.  | Libby Trickett     | Bơi lội              | 4    | 1   | 2    | 7       |
| 4.  | Murray Rose        | Bơi lội              | 4    | 1   | 1    | 6       |
| 5.  | Betty Cuthbert     | Điền kinh            | 4    | 0   | 0    | 4       |
| 6.  | Leisel Jones       | Bơi lội              | 3    | 5   | 1    | 9       |
| 7.  | Petria Thomas      | Bơi lội              | 3    | 4   | 1    | 8       |
| 8.  | Grant Hackett      | Bơi lội              | 3    | 3   | 1    | 7       |
| 9.  | Shirley Strickland | Điền kinh            | 3    | 1   | 3    | 7       |
| 10. | Shane Gould        | Bơi lội              | 3    | 1   | 1    | 5       |
| 11. | Drew Ginn          | Chèo thuyền          | 3    | 1   | 0    | 4       |
| 11. | Andrew Hoy         | Đua ngựa             | 3    | 1   | 0    | 4       |
| 13. | James Tomkins      | Chèo thuyền          | 3    | 0   | 1    | 4       |
| 14. | Matthew Ryan       | Đua ngựa             | 3    | 0   | 0    | 3       |
| 14. | Rechelle Hawkes    | Khúc côn cầu trên cỏ | 3    | 0   | 0    | 3       |
| 14. | Jodie Henry        | Bơi lội              | 3    | 0   | 0    | 3       |
| 14. | Stephanie Rice     | Bơi lội              | 3    | 0   | 0    | 3       |
| 18. | Susie O'Neill      | Bơi lội              | 2    | 4   | 2    | 8       |
| 19. | Michael Klim       | Bơi lội              | 2    | 3   | 1    | 6       |
| 20. | Brittany Elmslie   | Bơi lội              | 2    | 3   | 0    | 5       |
| 20. | Emily Seebohm      | Bơi lội              | 2    | 3   | 0    | 5       |